# Lisio
Lisio (piemontiul: Lisi) település Olaszországban, Piemont régióban, Cuneo megyében. Lakosainak száma 193 fő (2023. január 1.). Lisio Bagnasco, Battifollo, Monasterolo Casotto, Scagnello és Viola községekkel határos.

## Népesség
A település lakossága az elmúlt években az alábbi módon változott:
| Lakosok száma | 193  | 189  | 193  |
|               | 2017 | 2018 | 2023 |